# Raiding
Raiding (in ungherese Doborján, in croato Rajnof) è un comune austriaco di 840 abitanti nel distretto di Oberpullendorf, in Burgenland; ha lo status di comune mercato (Marktgemeinde). È il paese natale di Franz Liszt.

## Storia
Raiding viene citata per la prima volta in un documento del 1425 in ungherese come "Dobornya" (il nome del comune in ungherese moderno è "Doborján"); come il resto del Burgenland, Raiding appartenne all'Ungheria fino al 1920-1921. Dopo la fine della prima guerra mondiale, la parte più occidentale dell'Ungheria venne ceduta all'Austria in base ai trattati di Saint Germain e Trianon, andando a formare la nuova regione del Burgenland.
Nel 1971 il comune di Raiding fu soppresso e unito a Lackendorf e Unterfrauenhaid per formare il nuovo comune di Raiding-Unterfrauenhaid, ma il 1º gennaio 1990 i tre comuni riacquistarono la loro autonomia e il 1º agosto dello stesso anno Raiding ottenne lo status di comune mercato.

## Monumenti e luoghi d'interesse

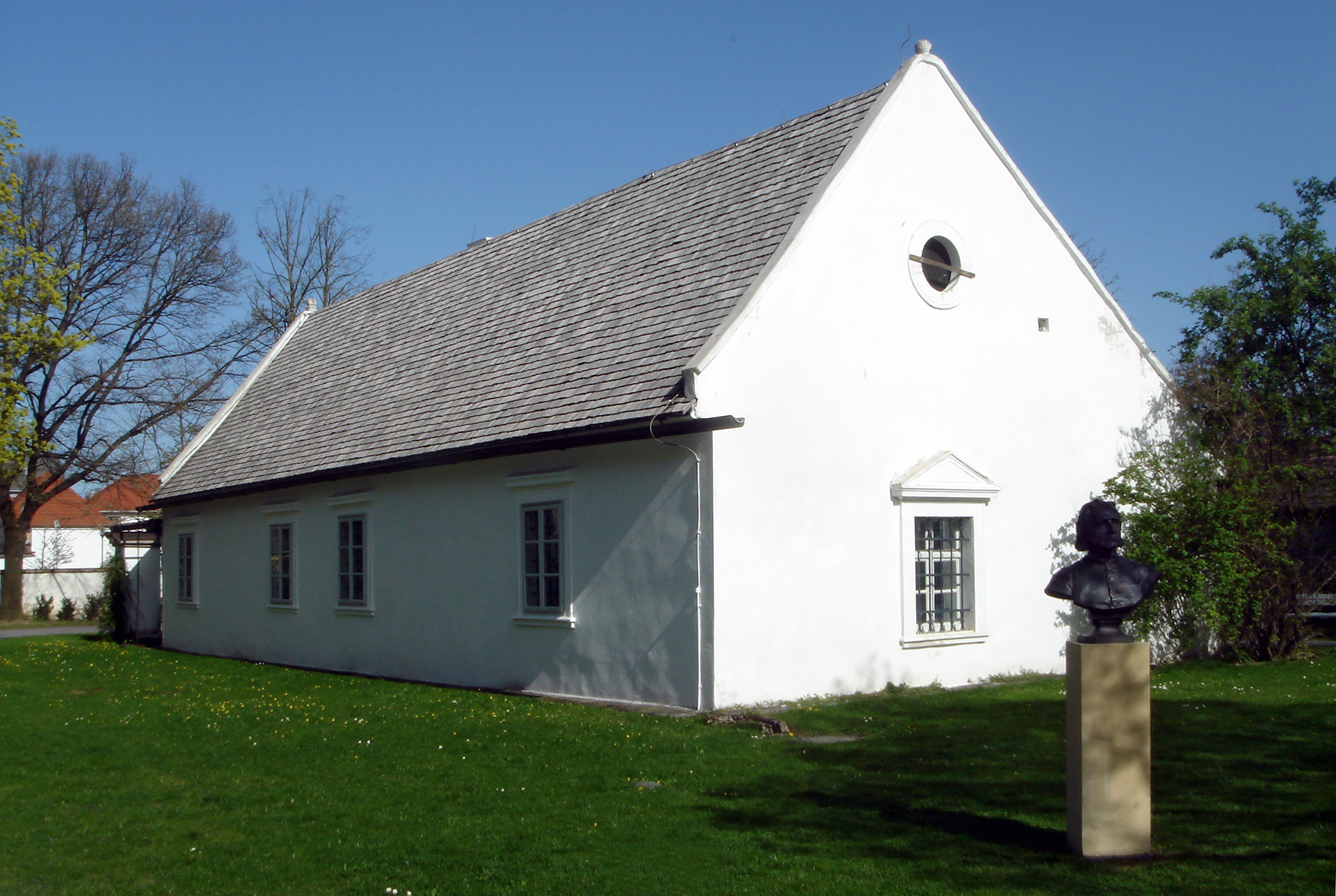
La casa natale di Franz Liszt

- Casa natale di Franz Liszt (Franz-Liszt-Geburtshaus)

## Economia
La viticultura è l'attività principale di Raiding. Altre imprese sono quelle delle costruzioni metalliche e della produzione di acqua minerale.